# دوروثي نولت
دوروثي نولت (بالإنجليزية: Dorothy Nolte)‏ (12 يناير 1924 - 6 نوفمبر 2005)؛ كاتِبة وشاعرة أمريكية.